# Strada nazionale 17 di Val di Fiemme e delle Dolomiti
La strada nazionale 17 di Val di Fiemme e delle Dolomiti era una strada nazionale del Regno d'Italia, che congiungeva Dobbiaco a Lavis.
Venne istituita nel 1923 con il percorso "Toblacco - Schluderbach - Cortina d'Ampezzo - Livinallongo - Campitello - Predazzo - Lavis".
Nel 1928, in seguito all'istituzione dell'Azienda Autonoma Statale della Strada (AASS) e alla contemporanea ridefinizione della rete stradale nazionale, il suo tracciato confluì in parte nella strada statale 51 di Alemagna (da Dobbiaco a Cortina d'Ampezzo) e in parte nella strada statale 48 delle Dolomiti (da Cortina d'Ampezzo a Lavis).